# Восхождение Борджиа
«Восхождение Борджиа» (англ. The Conclave) — художественный фильм 2006 года канадо-германского производства, режиссёра Кристофера Шру. Сценарий был написан Полом Донованом.

## Сюжет
В центре сюжета фильма папский конклав 1458 года. Молодой кардинал Родриго Борджиа (будущий папа римский Александр VI) участвует в своём первом конклаве и становится важным игроком на папских выборах.

## В ролях
- Ману Фульола — Родриго Борджиа
- Брайан Блессид — Энеа Сильвио Пикколомини
- Джеймс Фолкнер — Гийом д’Эстутевилль
- Рольф Канис — Виссарион Никейский
- Хольгер Кункель — Ален де Кётиви
- Питер Гиннесс — Латино Орсини
- Николас Айронс — Просперо Колонна
- Брайан Дауни — Хуан де Мелья
- Лоло Эрреро — Педро Луис Борджиа
- Гаэтано Каротенуто — Капитан Гаэтоно
- Матиас Кеберлин — Джулиано делла Ровере
- Нора Мари Чирнер — Ванноцца деи Каттанеи
- Йозеф Руттен — Папа римский Каликст III

## Исторические несоответствия
- В фильме показана любовная связь Родриго Борджиа и Ваноццы Каттанеи, но она не могла иметь место в 1458 году, потому что Родриго и Ваноцца познакомились между 1466 и 1469 годами, а на момент описываемых событий Ванноце было 16 лет и они не были знакомы.
- В фильме показана, что в Ватикан Родриго приглашает епископ Джулиано делла Ровере будущий папа Юлий II, что так же не могло быть, так как на момент Конклава 1458 года, ему было 15 лет, и он стал епископом, только тогда когда папой римским стал его дядя Сикст IV, а кардиналом он стал в 1471 году.
- Кардинала Исидора Киевского в фильме называют русским, хотя он по национальности был либо греком, либо болгарином. К этому можно добавить, что Исидора Киевского изрядно омолодили, хотя на момент Конклава 1458 года, ему было приблизительно 78 лет и он был старейшим кардиналом.
- В фильме кардинал Латино Орсини показан пожилым человеком, а кардинал Просперо Колонна молодым. На самом деле и Просперо Колонна и Латино Орсини были приблизительно одного возраста, (они родились, как считают историки, в один год, в 1410 году).
- Пожилой кардинал Хуан де Мелья не был кузеном Родриго Борджиа, кузеном был другой кардинал Луис Хуан дель Милья, который был ровесником Борджиа, но в фильме не упомянут.
- Кардинала Энеа Пикколомини изрядно состарили, так на момент Конклава будущему Пию II было всего 52 года.
- В фильме показано, что на конклав собралось 20 кардиналов, в то время как на самом деле их было только 18[1].